# Gwitha Shand
Gwitha Shand née le 31 juillet 1904 à Christchurch et morte le 11 décembre 1962 dans cette même ville est une nageuse néo-zélandaise ayant participé aux Jeux olympiques d'été de 1924.

## Carrière
Gwitha Shand établit en 1924 le record de Nouvelle-Zélande du 200 mètres nage libre en 2 min 53 s 80. Elle fait donc partie de l'équipe néo-zélandaise aux Jeux olympiques d'été de 1924. Elle quitte son pays le 13 mai 1924 pour traverser le Pacifique jusqu'à Vancouver, puis le continent américain et enfin l'océan Atlantique. Elle se maintient en forme avec des exercices quotidiens à bord des navires. Arrivée en Grande-Bretagne mi-juin, elle s'y entraîne quelques jours avant de rejoindre Paris. Elle a failli ne pas pouvoir participer aux Jeux de Paris, justement à cause de la distance et des frais à engager qui incluaient, en ce qui concerne cette jeune nageuse de vingt ans la nécessité d'un chaperon,. Les fonds nécessaires étaient à peine réunis à quelques jours de son départ. Les conditions de traversée ont cependant joué sur sa santé. Elle prend froid (son coéquipier Clarrie Heard aussi). Ce qui a des conséquences sur leurs performances.
Aux Jeux olympiques de Paris, engagée sur le 100 mètres nage libre, elle réalise 1 min 21 s en séries ; elle se qualifie pour les demi-finales. Avec seulement 1 min 22 s 40, elle termine loin de la deuxième place qualificative pour la finale. Elle participe aussi au 400 mètres nage libre ; elle remporte sa série en 6 min 23 s 60 et se qualifie pour les demi-finales. Là, avec un temps de 6 min 24 s 40, elle entre en finale au titre de meilleure troisième. Cependant, elle ne peut suivre le rythme imposé par les nageuses américaines, ou rattrapée par ses ennuis de santé, elle abandonne aux 300 mètres lors de la finale. 
Elle se marie avec Douglas Rupert Waghorn avec qui elle a trois enfants.